# 압타바이오
압타바이오(AptaBio Therapeutics Inc.)는 대한민국의 난치성 항암치료제 및 당뇨합병증 치료제 개발 기업이다. 본사는 경기도 용인시 기흥구 흥덕1로 13, 흥덕IT밸리에 위치해 있으며 대표이사는 이수진, 사장은 문성환이다.난치성 항암치료제 및 당뇨합병증 치료제 개발하고 있다

## 상장
2019년 6월 12일에 주관사를 삼성증권과 미래에셋대우로 공모가 30,000원에 코스닥 시장에 상장하였다.

## 참고문헌
1. ↑  압타바이오,'바이오 USA'서 당뇨합병증치료제-항암제 기술이전 추진, 팜뉴스, 2023년 6월 2일
2. ↑  압타바이오, 500억 투자유치 성공…대규모 임상자금 확보, 히트뉴스, 2023년 8월 17일
3. ↑  이정민, 압타바이오, 이수진 대표 등 최대주주 자사주 장내 매수 "책임 경영 실현", 약업신문, 2023년 5월 9일
4. ↑  압타바이오, 글로벌 빅파마 기술수출 기대감에 주가 ‘훨훨’, 서울경제, 2024.06.30
5. ↑  박도연, 한국IR협의회 기술분석보고서-압타바이오, 2022년 1월 13일